# Garrincha
Manoel Francisco dos Santos, mer känd som Garrincha (portugisiskt uttal [gar:ĩ´ʃa]), född 28 oktober 1933 i Magé, Rio de Janeiro, Brasilien, död 20 januari 1983 i Rio de Janeiro, Brasilien, var en brasiliansk fotbollsspelare (högerytter). Han blev mest känd som en artistisk dribbler i det brasilianska landslag som från mitten på 1950-talet dominerade världsfotbollen.

## Biografi
Garrincha är en av fotbollshistoriens mer berömda spelare och rankas allmänt som en av världens bästa spelare någonsin och kanske den bäste kantspelaren. När Fifa skulle utse 1900-talets bäste spelare kom Garrincha på sjunde plats. Han var känd för sina konster med bollen och sina ovanligt krökta ben: det ena benet lutade inåt, det andra utåt. Garrincha (betydande gärdsmyg (fågel)), i hemlandet också känd under smeknamnet Mané, ("dåren", "stollen", vänskapligt menat, anspelande på hans något barnsliga karaktär och leverne), är en av de mest älskade fotbollsspelarna någonsin hos det brasilianska folket.

### En makalös, folkkär dribbler
Garrincha rankas allmänt som en av de bästa spelarna genom alla tider och kanske den bäste kantspelaren. När Fifa skulle utse 1900-talets främste spelare kom Garrincha på plats 7. Han symboliserade glädjen inom fotbollen, både på och utanför planen. Han älskade att bjuda publiken på en show genom att bland annat dribbla bort samma motståndare flera gånger - något den svenska vänsterbacken Sven Axbom fick känna på under VM-finalen på Råsunda fotbollsstadion 1958. Brasilien förlorade aldrig en landskamp när Garrincha och Pelé var på plan samtidigt och den senare har sagt att "utan Garrincha hade jag aldrig blivit världsmästare tre gånger". Största delen av karriären tillbringade Garrincha i Botafogo FR där han var klubbkamrat med landslagskamraterna Didí och Nilton Santos.

### I landslaget och VM-guld
Garrincha debuterade i landslaget 1955 men det stora internationella genombrottet kom i VM i Sverige 1958. Allt efter turneringen fortskred fick han dock spela flera och var med i de sista matcherna. I finalen mot Sverige spelade Garrincha fram till två nästan identiska mål som gjordes av centern Vavá och hade stundtals lekstuga på sin högerkant mot förtvivlade svenska försvarare.
När Brasilien skulle försvara sitt guld fyra år senare skadades storstjärnan Pelé tidigt, och man trodde att Brasiliens chanser att åter vinna VM-titeln var borta. Garrincha var emellertid bättre än någonsin och då Pelés ersättare Amarildo också visade upp sitt allra bästa spel märktes knappt Pelés frånvaro. VM-guldet bärgades relativt enkelt och Garrincha själv gjorde fyra mål vilket gav honom en delad skytteligaseger. I kvartsfinalen mot England trodde engelsmännen att man kartlagt det brasilianska spelet; något som visade sig fel. Englands förbundskapten konstaterade efter matchen uppgivet att "jag trodde vi hade förberett laget för allt men mot Garrincha fanns inget att göra".
Garrincha deltog även i VM 1966 men delvis beroende på skador var han inte alls i samma form som 1962 och Brasilien gjorde sitt sämsta VM någonsin då man slogs ut redan i gruppspelet. I Garrinchas sista match för landslaget, mot Ungern på Goodison Park, förlorade Brasilien med 3-1. Detta var samtidigt den första förlusten för den lille dribblern i Brasiliens tröja. Han tvingades, svårt knäskadad, avstå den sista gruppspelsmatchen mot Portugal där det åter blev förlust med 3-1.

### Karriären på nedgång - rakt utför
Redan i mitten av 1960-talet började livet spåra ur för Garrincha. Alkohol och andra droger blev en del av vardagen för honom. Den tragiska utvecklingen berodde till stor del på att Garrincha var en bohem och hade en ovilja att anpassa sig till dagliga rutiner. Det sägs att han aldrig brydde sig om pengar; det enda han ville göra var att spela fotboll. Taktiska genomgångar inför matcher avskydde han (efterhand fick han emellertid total frihet att spela som han ville) och förbundskapten Vicente Feola ville först inte ens ta med Garrincha i VM-truppen 1958 då han inte ansåg honom tillräckligt mogen psykiskt.

### Slutet
En skugga av sitt forna jag gick Garrincha 1973 en avskedsmatch inför 131 000 åskådare på Maracanãstadion i Rio de Janeiro. Han spelade en bit in i första halvlek då domaren stoppade matchen mitt i ett anfall och den gamle dribblern gjorde då, till stående ovationer från publiken och applåder från med- och motspelare (bland andra Pelé), ett ärevarv runt planen innan han försvann in i spelargången.
Garrincha var inte ens 50 år fyllda när han 1983 avled i levercirros, gravt alkoholiserad, något som hans far också var. Han begravdes i hembyn Pau Grande och sörjdes av miljontals fotbollsälskande brasilianare.

## Familj
Garrincha var far till minst 14 barn. 1959 var Garrinchas brasilianska klubb, Botafogo FR, på en turné i Sverige och en kortvarig kärlekshistoria med en svensk kvinna resulterade i en graviditet. Garrincha skrev under ett erkännande av ett eventuellt faderskap. När barnet sedan föddes lämnade kvinnan över det till ett barnhem men adopterade det nio månader senare. Ulf Lindberg, som pojken döpts till, träffade aldrig sin biologiske far. 2005 besökte han dock för första gången sin fars hemland Brasilien och mottogs då som en celebritet. Garrinchas sonson Henrik Johansson spelade 2022 för Ängelholms FF i svenska division 1, på lån från Trelleborgs FF.

## Meriter

### I klubblag
Botafogo FR
- Världsmästare för klubblag 1963
- (Inofficiell) Brasiliansk mästare (Roberto Gomes Pedrosas turnering) 1962, 1964
- Regionmästare Rio-São Paulo, 1962, 1964

 SC Corinthians Paulista
 CR Flamengo
Garrincha vann även ett stort antal andra turneringar och serier men beroende på Brasiliens storlek och svårigheten att sammanföra klubbar till EN nationell liga, är många titlar tveksamma i definitionsmässigt värde. Just därför står också "Brasiliansk mästare" här ovan som "inofficiell" då landet inte fick en nationell liga förrän 1971.

### I landslag
Brasilien
- Världsmästare (2): 1958, 1962.

### Individuellt
- VM:s bäste spelare 1962 (utsedd av FIFA)
- Vinnare av skytteligan i VM 1962 (4 mål, delad)
- Världens bästa fotbollsspelare 1962 (utsedd av FIFA)
- Finns på Brasilianska Fotbollsmuseets Hall of Fame